# Walter Gehring

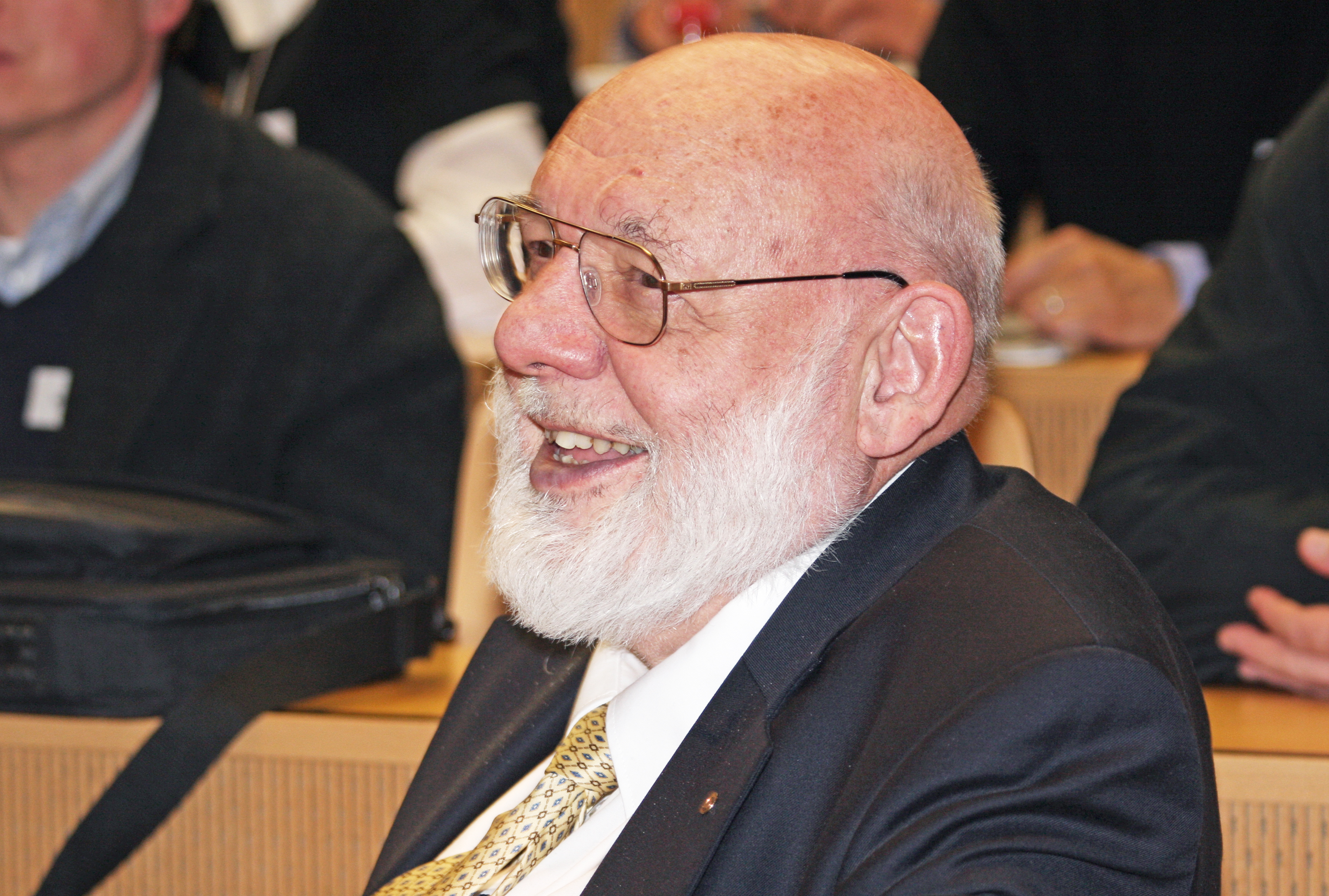
Walter Jakob Gehring (2014)

Walter Jakob Gehring (* 20. März 1939 in Zürich; † 29. Mai 2014 in Basel) war ein Schweizer Molekular- und Entwicklungsbiologe.

## Leben
Gehring studierte Zoologie an der Universität Zürich und wurde 1965 zum Dr. rer nat. promoviert. Er lernte beim herausragenden Schweizer Genetiker und Entwicklungsbiologen Ernst Hadorn. Sein Arbeitsgebiet war das Phänomen der Transdetermination, die Änderung der Bestimmungsrichtung der Imaginalscheiben während der die Entwicklung von Drosophila, also etwa statt der Antennen Beine entstehen.
Als Postdoktorand ging er in das Labor von Alan Garen, einem Pionier der bakteriellen molekularen Genetik und einem der ersten Wissenschaftler, der molekularbiologische Techniken bei Drosophila anwandte.
Schon 1969 wurde ihm eine unabhängige Fakultätsposition angeboten. Sein erster Student war der spätere Nobelpreisträger Eric Wieschaus. Zusammen mit Lily Chan, einer Studentin in Garens Labor zeigte er, dass der Anlageplan (engl. fate map) der adulten Fliege schon im Embryo etabliert wird. Gehring war ab 1972 Professor für Entwicklungsbiologie und Genetik am Biozentrum der Universität Basel. Zu seinen Mitarbeitern gehörte die spätere Nobelpreisträgerin Christiane Nüsslein-Volhard. 2009 wurde er emeritiert, forschte aber im kleineren Rahmen über die Entstehung der Augen weiter.
Bekannt geworden war Gehring für die Entdeckung der molekularen Übereinstimmungen verschiedener homöotischer Gene und der dazugehörenden Homöoboxen (ein von Gehring geprägter Name) mit den darin enthaltenen Hox-Genen. Dies gab entscheidende Hinweise auf einen evolutionären Ursprung, der der Steuerung der Embryonalentwicklung aller Tiere gemeinsam ist. Ausgangspunkt war die Isolierung des für Antennapedia codierenden Gens mittels der von David Hogness entwickelten Methode des chromosomal walking. Weiterhin entdeckte Gehring, dass das für die Augenentwicklung entscheidende Kontrollgen pax6 eine evolutionär konservierte Rolle bei der Entwicklung der Augentypen vieler verschiedener Tiere spielt.
Gehring war Generalsekretär der European Molecular Biology Organization (EMBO) und Präsident der International Society for Developmental Biologists. Ab 1987 war er gewähltes Mitglied der Leopoldina. Ebenfalls 1987 wurde er in die American Academy of Arts and Sciences gewählt, 1986 in die National Academy of Sciences, 1989 in die Academia Europaea und 1998 in die Académie des sciences.
Er starb nach einem Autounfall im Mai 2014 im Alter von 75 Jahren.

## Auszeichnungen
- 1982: Otto Naegeli-Preis
- 1987: Gairdner Foundation International Award
- 1987: Louis-Jeantet-Preis für Medizin
- 1993: Pour le Mérite
- 1996: Otto-Warburg-Medaille
- 1997: March of Dimes Prize in Developmental Biology
- 1998: Gregor-Mendel-Medaille der Deutschen Akademie der Naturforscher Leopoldina
- 2000: Kyoto-Preis
- 2001: Alfred Vogt-Preis[9]
- 2002: Balzan-Preis für Entwicklungsbiologie[10]
- 2003: Alexander-Kowalewski-Medaille
- 2010: Großes Verdienstkreuz mit Stern der Bundesrepublik Deutschland

## Veröffentlichungen
Bücher:
- mit Rüdiger Wehner: Zoologie. 22., völlig neu bearbeitete Auflage. Thieme, Stuttgart u. a. 1991, ISBN 3-13-772722-7; 25. Auflage 2013, ISBN 978-3-13-367425-6.
- Master Control Genes in Development and Evolution, Yale University Press 1998
- Wie Gene die Entwicklung steuern. Die Geschichte der Homeobox. Birkhäuser, Basel u. a. 2001, ISBN 3-7643-6039-9.

Audio-CD:
- Das Basteln der Evolution. Walter J. Gehring erzählt eine genetische Theorie der Entwicklung. Konzeption/Regie: Klaus Sander. Supposé, Berlin 2014, ISBN 978-3-86385-007-4.